# Банат

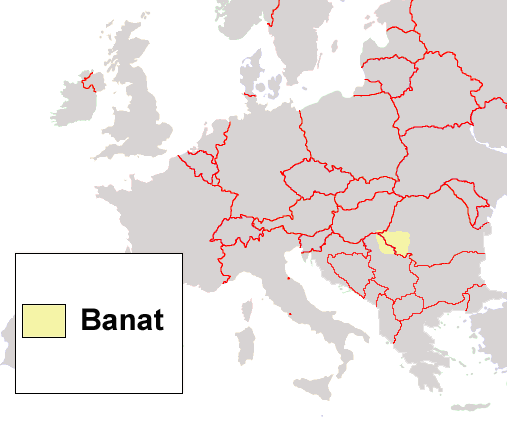
Банат на современной карте Европы.

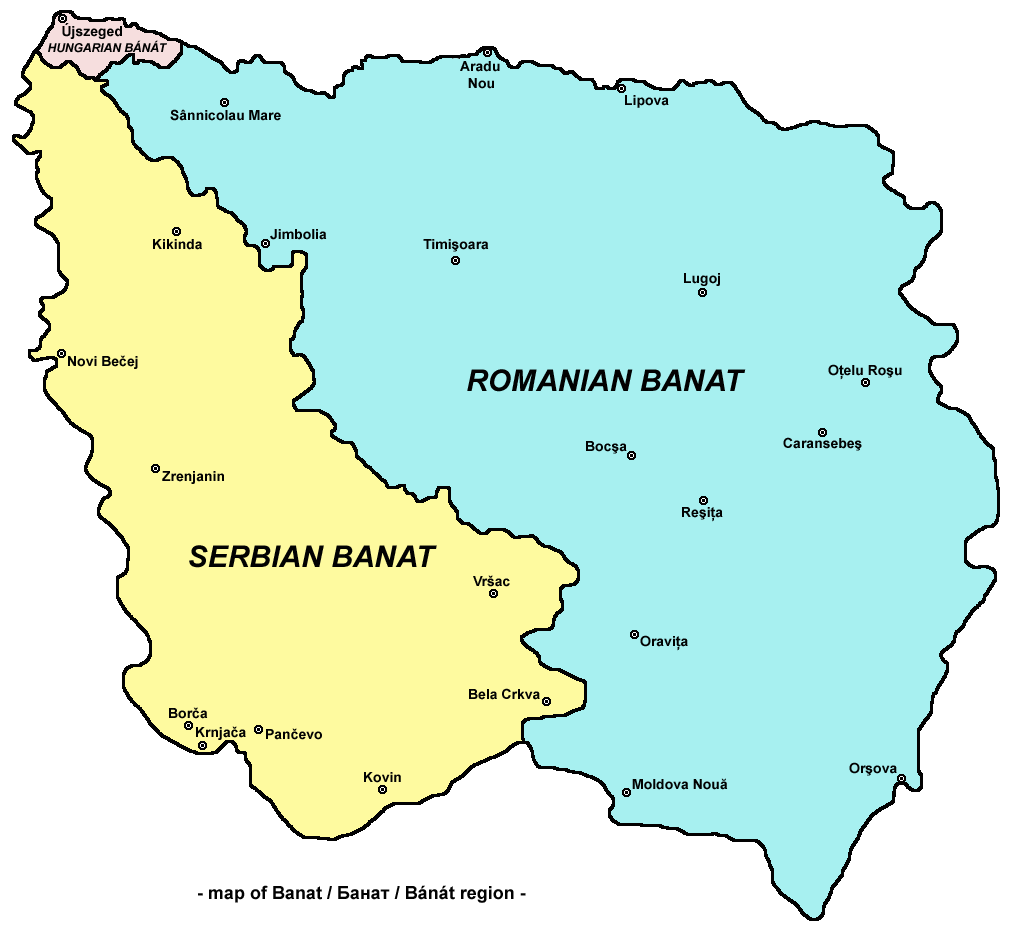

Бана́т (рум. Banat, серб. Банат, лат. Banatus, венг. Bánság, Ба́ншаг) — историческая область в Центральной Европе, разделённая между Сербией, Румынией и Венгрией. С трёх сторон границы Баната определяются реками: на севере Мурешом, на западе Тисой и на юге Дунаем. Восточную границу образуют Карпатские горы. По площади Банат сравним с территорией Бельгии. Традиционным символом Баната является лев, который используется на гербах Воеводины и Румынии. Своё название область получила от титула «бан».

## Происхождение названия
Историческое название — Темешкоз (область Венгерского королевства, название упоминается с 1374 года), от него произошло название главного города Баната Темешвар. При османах территория называлась «Rascia» (что можно перевести как «страна сербов», см. Рашка (государство)). Название «Банат» является историческим парадоксом: оно означает «территория, управляемая баном», однако несмотря на наличие банов — военных и гражданских правителей — в ряде исторических пограничных южнославянских (в южнославянских языках произносится бановина, банат — румынское произношение) и румынских (влашских) областей (а в Банате исторически живут потомки отступивших от турецких походов и завоевания полукочевых влахов — румыны Баната — носители банатского диалекта, ассимилировавшие также и прежнее романское население, сохранившееся с времён владычества Римской империи, сербы, буневцы, хорваты, крашоване, болгары, чехи, русины, украинцы, словаки, венгры, немцы, цыгане, немецкие и венгерские евреи) в самом Банате бан обычно не назначался, а впервые название появилось благодаря созданию под управлением австрийцев Баната Тимишоары в 1718 году на отвоёванных у османов землях Венгерского королевства после Пожаревацкого мира.
Однако, существует более раннее документальное упоминание названия Banatvs Timisvariensis Pars: на карте Trans-Tisiensis, составленной осенью 1685 года.
Баном Баната считал себя автор термина «Банат Тимишоары» и правил управления краем военный и гражданский губернатор, но не утверждаемый Сабором, граф Клод Маримонт д’Аржанто. Святым покровителем Баната стал Ян Непомуцкий, что, видимо, отражало не только недавнее прославление его святым по всему католическому миру, но и колонизацию немцами и чехами из Богемии и Моравии. При д’Аржанто в крае, ранее населённом по большей части венграми и сербами, прошла также колонизация немцами (между 1722 и 1726 прибыло 15 000 немецких переселенцев). Позднее шла колонизация немцами и румынами из уступленной туркам Олтении, причём румыны, судя по 135 румынским школам из 270, впервые стали большинством населения. (К 1918 румынского большинства уже не было.)
В 1737—1741 годах произошла колонизация из уступленной туркам Олтении переселившимися туда ранее из Никополя банатскими болгарами. В 1739 году австрийцы вернули Олтению и другие земли, кроме Тимишоары и части Баната, османам. В 1751 году императрица Мария Терезия ввела гражданское управление на севере Баната, а на юге Баната и Бачки была создана Банатская военная граница. Она была в 1765 году передана военной границе.
При этом некоторые источники называют банатским баном Елачича, хотя ему как правившему Военной границей подчинялся только Южный банат, где находился Банатский полк, в котором служили сербы и немцы.

## Румынский Банат

Банат на карте современной Румынии.

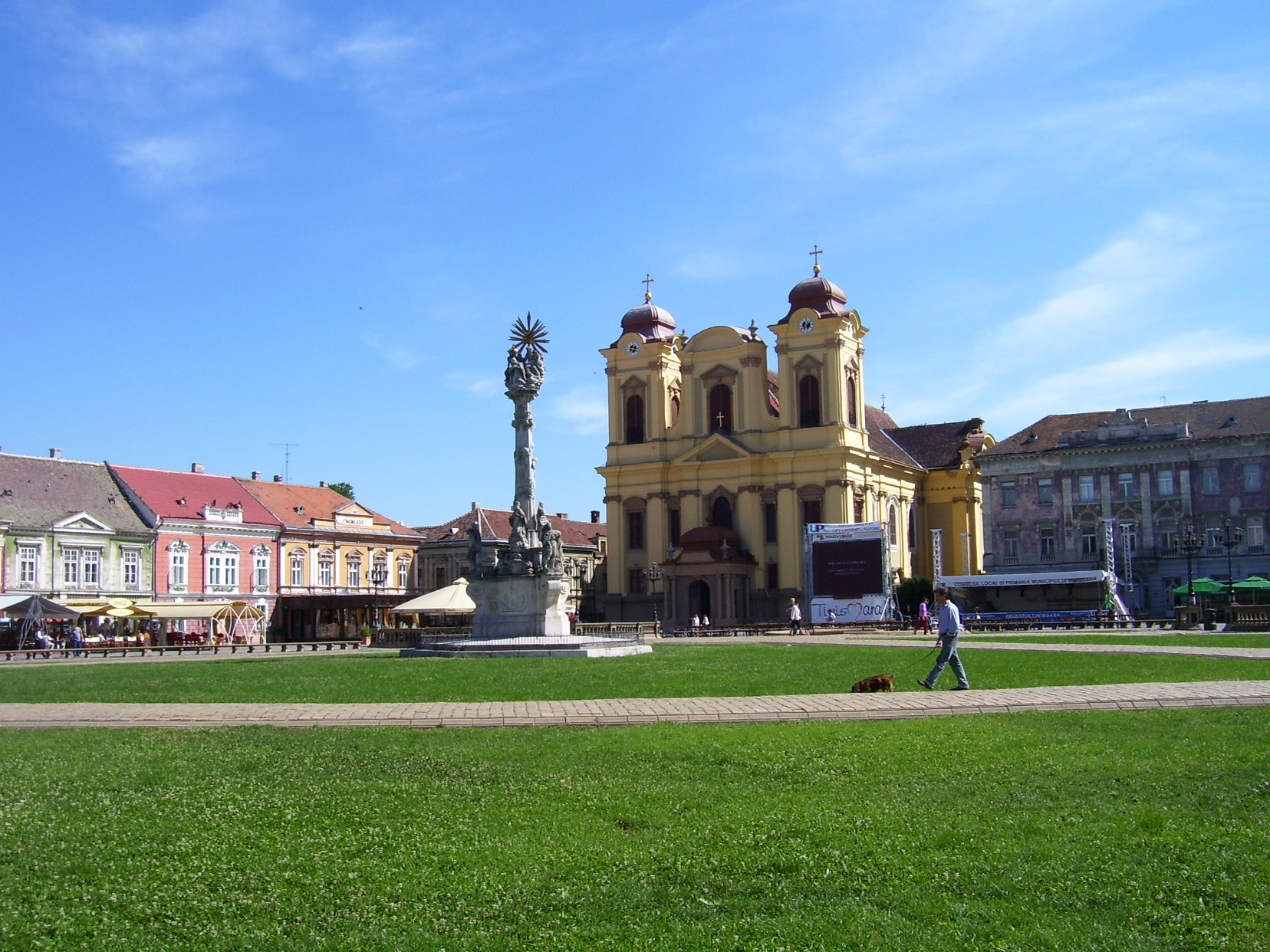
Главный город Баната — Тимишоара.

Румынская часть Баната на западе равнинна и напоминает венгерскую Пусту. На северо-востоке она состоит из холмистой местности, а на юге из гор средней величины. Экономическим и культурным центром Баната является город Тимишоара.

## Сербский Банат
Сербская часть состоит из плоской равнины.
В 1918 году, после распада Австро-Венгрии и раздела Республики Банат, Банат, в составе провинции Банат, Бачка и Баранья, был присоединен к Сербии.
До 1945 года в сербской части Баната существовала крупная немецкая колония. В годы Второй мировой войны немецкие оккупационные власти предоставили сербскому Банату автономию с целью постепенного превращения его в часть Германии и вытеснения ненемецкого населения. После войны большая часть немецкого населения покинула Банат, а сербский Банат перестал существовать как отдельная административная единица — большая часть его была включена в автономную область Воеводина.

## Венгерский Банат
Венгерская часть Баната представляет собой небольшой северный участок этого региона, который является частью венгерского медье Чонград-Чанад. Помимо венгров, там проживает небольшое сербское меньшинство (например, в Деске (венг. Deszk), в Сёреге (венг. Szőreg).